# Little Moreton Hall
Little Moreton Hall ist ein Herrenhaus, das 6,4 km südwestlich von Congleton, Cheshire, England liegt. Das Fachwerkhaus wurde im 16. und 17. Jahrhundert erbaut und ist von einem Wassergraben umgeben. Es ist ein Denkmal des National Trust, der das Grade-I-Baudenkmal als einen der besterhaltenen Fachwerk-Herrensitze im Vereinigten Königreich führt.

## Geschichte
Der älteste Teil des Bauwerks wurde von dem wohlhabenden Landbesitzer William Moreton von 1504 bis 1508 errichtet, nachfolgende Generationen der Familie erweiterten es bis ungefähr 1610.
Die ältesten Teile sind der Nordflügel mit der Großen Halle und der nördliche Teil des Ostflügels, die für William Moreton zwischen 1504 und 1508 erbaut wurden. Der Ostflügel wurde um 1508 nach Süden erweitert, um Raum für weitere Wohnbereiche und die Kapelle zu schaffen. Der Südflügel wurde zwischen 1560 und 1562 von John Moreton (1541–98) errichtet. Er enthält das Torhaus und ein drittes Geschoss mit einer Long Gallery. Die letzten Erweiterungen des Hauses, eine kleine Küche und ein Brauhaus, wurden dem Südflügel gegen 1610 hinzugefügt.
Mit dem Ausbruch des Englischen Bürgerkriegs 1642 verließ das Glück die Moreton-Familie. Zwar überstand sie den Krieg unversehrt, doch finanziell angeschlagen. Zu Beginn des 18. Jahrhunderts war das Haus überwiegend vermietet. Es wurde nicht wieder von der Familie bewohnt. Im 19. Jahrhundert interessierte Little Moreton Hall romantische Künstler. Elizabeth Moreton, eine anglikanische Nonne, die das Haus nach dem Tod ihrer Schwester Annabella 1892 erbte, begann mit der Restaurierung des heruntergekommenen Hauses. Sie stellte die Kapelle wieder her und richtete sie ein. 1912 vermachte sie das Haus einem Cousin, Charles Abraham, Bischof von Derby, unter der Bedingung, dass es nie verkauft würde. Abraham betrieb die Erhaltung des Hauses bis 1938, als er und sein Sohn es dem National Trust übereigneten.

## Architektur

Grundriss des Erdgeschosses
1: Große Halle, 2: Empfangszimmer, 3: Aborterker, 4: Treppe, 5: Gesellschaftszimmer, 6: Ausstellungsraum, 7: Kapelle, 8: Altarraum, 9: Kornspeicher, 10: Torhaus, 11: Brücke, 12: Aborterker, 13: Brauerei (heute öffentliche Toiletten), 14: Shop, 15: Restaurant, 16: Screens passage, 17: Vorbau, 18: Hof, 19: Hundehütte.
Farbige Bereiche sind nicht öffentlich zugängig.

Das unregelmäßige Gebäude umstellt in drei Flügeln einen kleinen gepflasterten Hof. Die hundertjährige Baugeschichte fand während der englischen Renaissance statt, doch ist das Bauwerk in seiner Anlage mittelalterlich und enthält lediglich schmückende Elemente der Renaissance wie die Verzierung des Torhauses und elisabethanische Kamine. Es ist überwiegend ein Fachwerkbau, mit Ausnahme der gemauerten Kamine. Die Bauweise ist, wie üblich bei Gebäuden dieser Epoche in Cheshire, ein Fachwerk aus Eichenbalken auf einem Steinfundament. Diagonale schwarze Eichenbalken schmücken die Fassaden in Chevron- und Rautenmustern. Weiter oben wiederholt sich in Fassaden und Erkern ein Kleeblattmotiv.
Der Zugang zum Haus erfolgt im Südflügel über eine Steinbrücke über den Graben und ein Torhaus. Beide Obergeschosse ragen in Stockbauweise über das darunterliegende Stockwerk hinaus. Die Aborterker der beiden Oberstöcke entleerten direkt in den Graben. Das Torhaus führt zu einem rechteckigen Hof, an dessen Nordseite die Große Halle steht.

## Restaurierung
Das Haus wurde vollständig restauriert und ist von April bis Dezember für Besucher geöffnet. Während dieser Zeit findet in der Kapelle sonntags ein Gottesdienst statt.

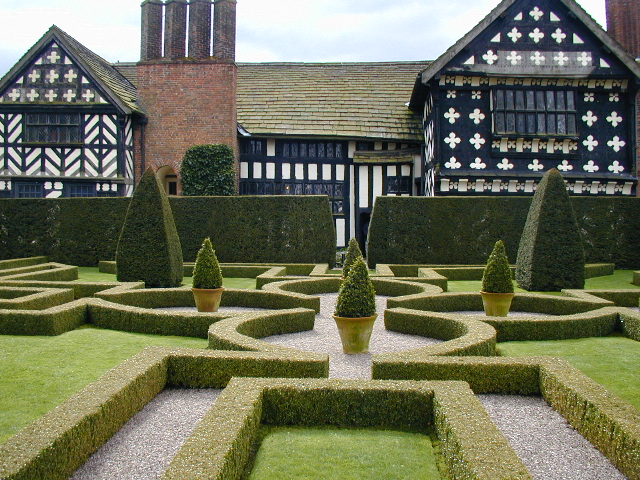
Garten

Die Gärten, die im 20. Jahrhundert vernachlässigt waren, wurden im Tudor-Stil wiederhergestellt. Der  Knotengarten wurde in den frühen 1980er Jahren neu angelegt nach einer Zeichnung aus Leonard Meagers Complete English Gardener (1672). Andere authentische Elemente sind ein Taxus-Tunnel und ein Obstgarten mit Früchten der Tudorzeit, Äpfeln, Birnen, Quitten und Mispeln.
Geld für die Erhaltung des Baudenkmals stammt auch aus seiner Benutzung für Filmaufnahmen. 1996 wurde dort Daniel Defoes Moll Flanders in einer Bearbeitung für Granada Television gedreht.